# Prekaritet
Prekaritet är ett begrepp inom filosofin som historiskt använts för att beskriva mänsklig utsatthet. Det finns i huvudsak tre inriktningar för begreppets användning. Pierre Bourdieu sammankopplade begreppet med socioekonomi och jobb för att beskriva en människas utsatthet på arbetsmarknaden liksom effekten av socialpolitiska åtgärder. Guy Standing är en av de tänkare som istället har använt begreppet för att beskriva vissa samhällsklassers utsatthet gentemot andra. På senare tid har dock begreppet kommit att tolkas på ett alltmer mellanmänskligt plan där Judith Butler har blivit en av de mer framstående tänkarna. Butler menar att prekaritet har sin grund i människans sociala beroende för överlevnad. Det är på så vis en slags självmedvetenhet hos den enskilde om dennes sårbarhet inför andra människor. Vad Butler lyfter som problematiskt är att medvetenheten om en annan människas prekaritet sällan väcker omhändertagande känslor utan snarare en lust till omintetgörelse.